# Язеп Ранцанс
Язеп Ранцанс (латис. Jāzeps Rancāns, 25 жовтня 1886 Люцинський повіт — 2 грудня 1969 США) — католицький єпископ. Ризький єпископ. Латвійський представник в Римі (1919—1920). Професор і ректор (1920—1938) Теологічної вищої школи. Професор і декан Латвійського університету.
Був лідером Партії християнських хліборобів і католиків. Депутат Сейму Латвії (1922—1934); був товаришем голови Четвертого Сейму і на цій підставі після Другої світової війни і смерті Паулса Калниньша в еміграції був обраний Латвійським Центральною Радою і. о. президента Латвії. Один з підписантів Меморандуму Центральної Ради Латвії від 17 березня 1944 року. У 1996 році був знятий документальний фільм «Baltais bīskaps ar rudzu puķi».